# Esquadrão de Helicópteros da Suécia
O  Esquadrão de Helicópteros  (em sueco Helikopterflottiljen; com sigla Hkpf) é uma unidade da Força Aérea da Suécia com sede em Malmen, uma pequena localidade perto da cidade de Linköping no centro da Suécia.

Esta unidade está sediada na cidade de Linköping, sendo responsável pelo aeródromo de Malmen. Dispõe de bases operacionais em Luleå (Norte), Linköping (Centro) e Ronneby (Sul).

Está vocacionado para servir os 3 ramos das Forças Armadas – Exército, Marinha e Força Aérea – em missões terrestres e navais de salvamento, reconhecimento e transporte.

O seu pessoal é constituído por 950 efetivos, incluindo oficiais profissionais, militares em serviço permanente e funcionários civis.

## Aeronaves

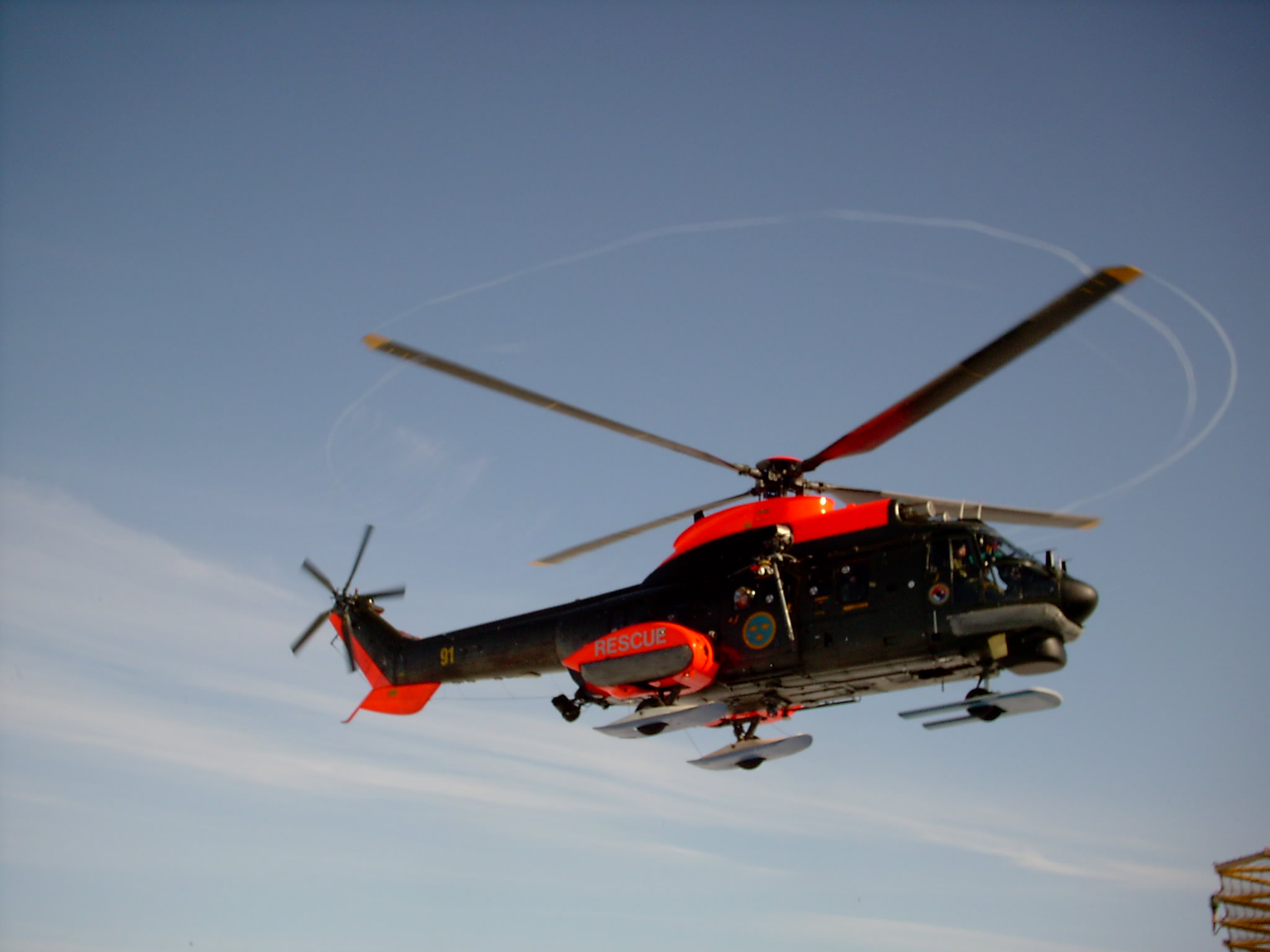
Helicóptero Eurocopter AS332 Super Puma
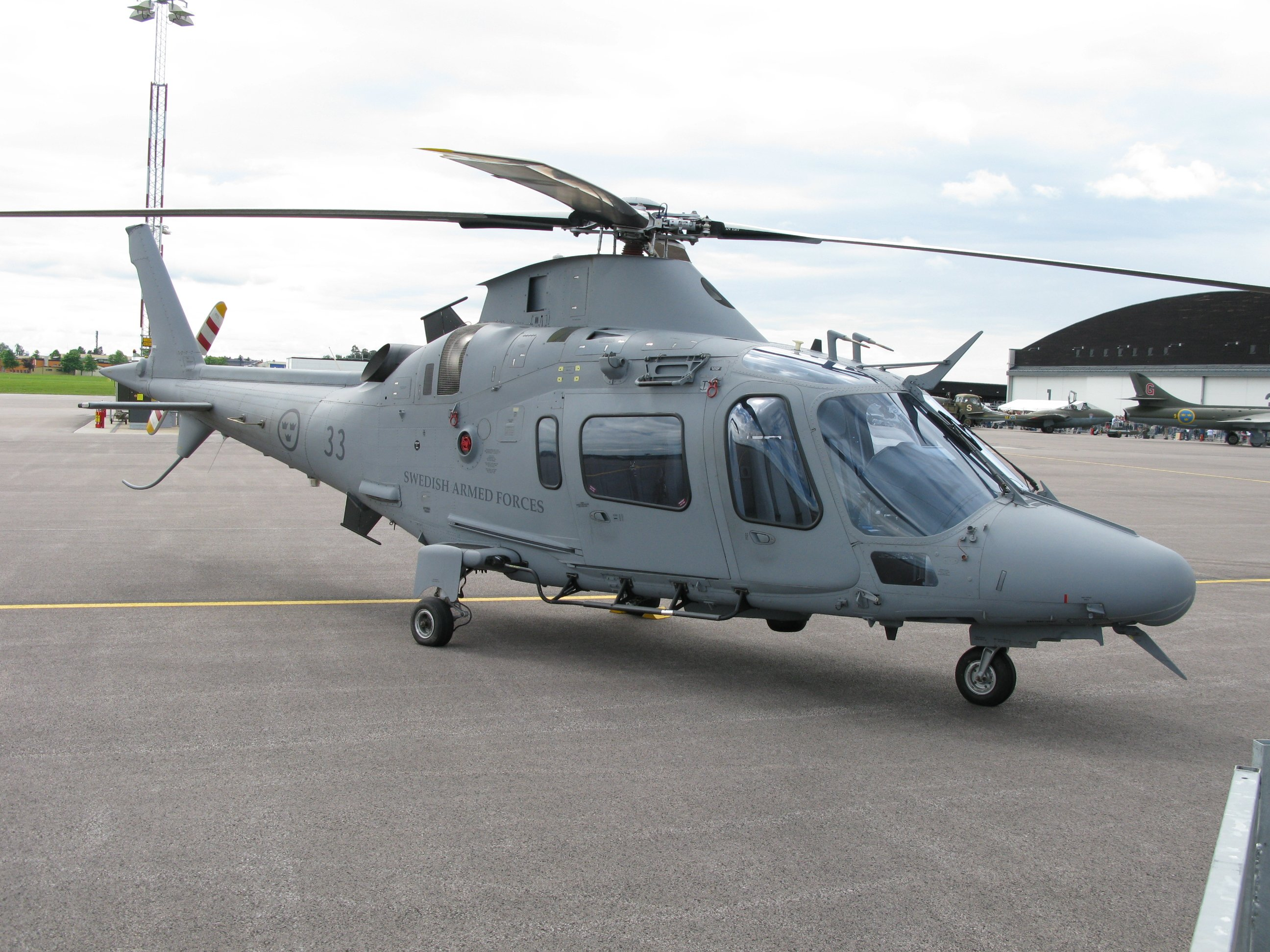
Helicóptero AgustaWestland AW109
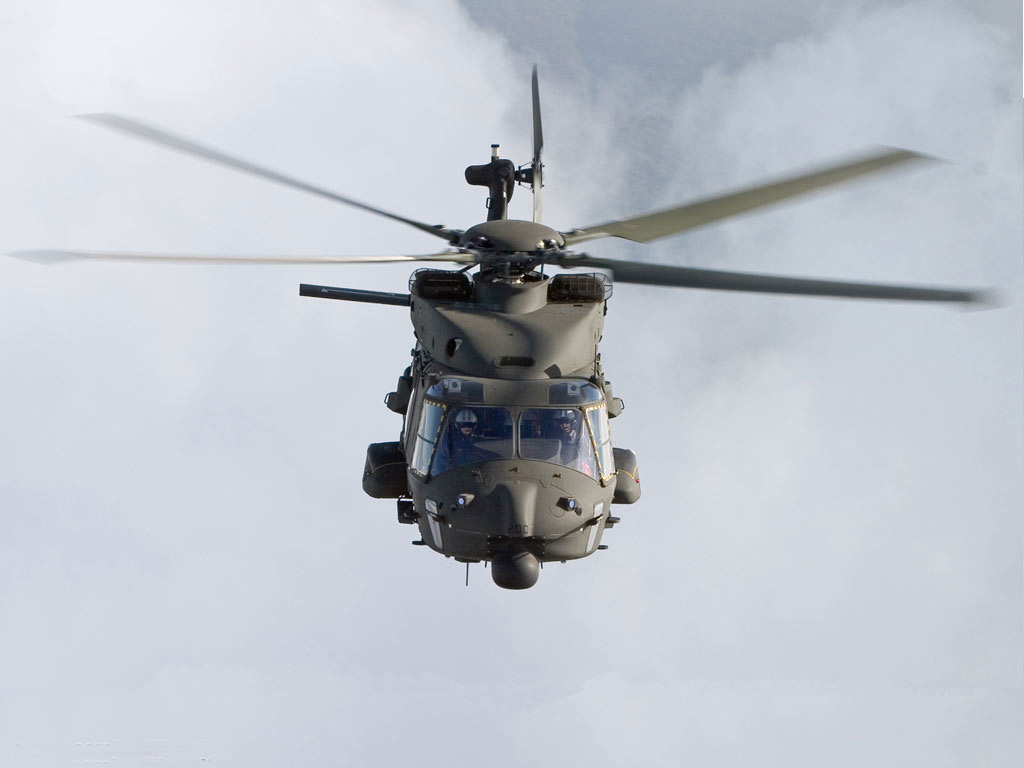
Helicóptero NHI NH90
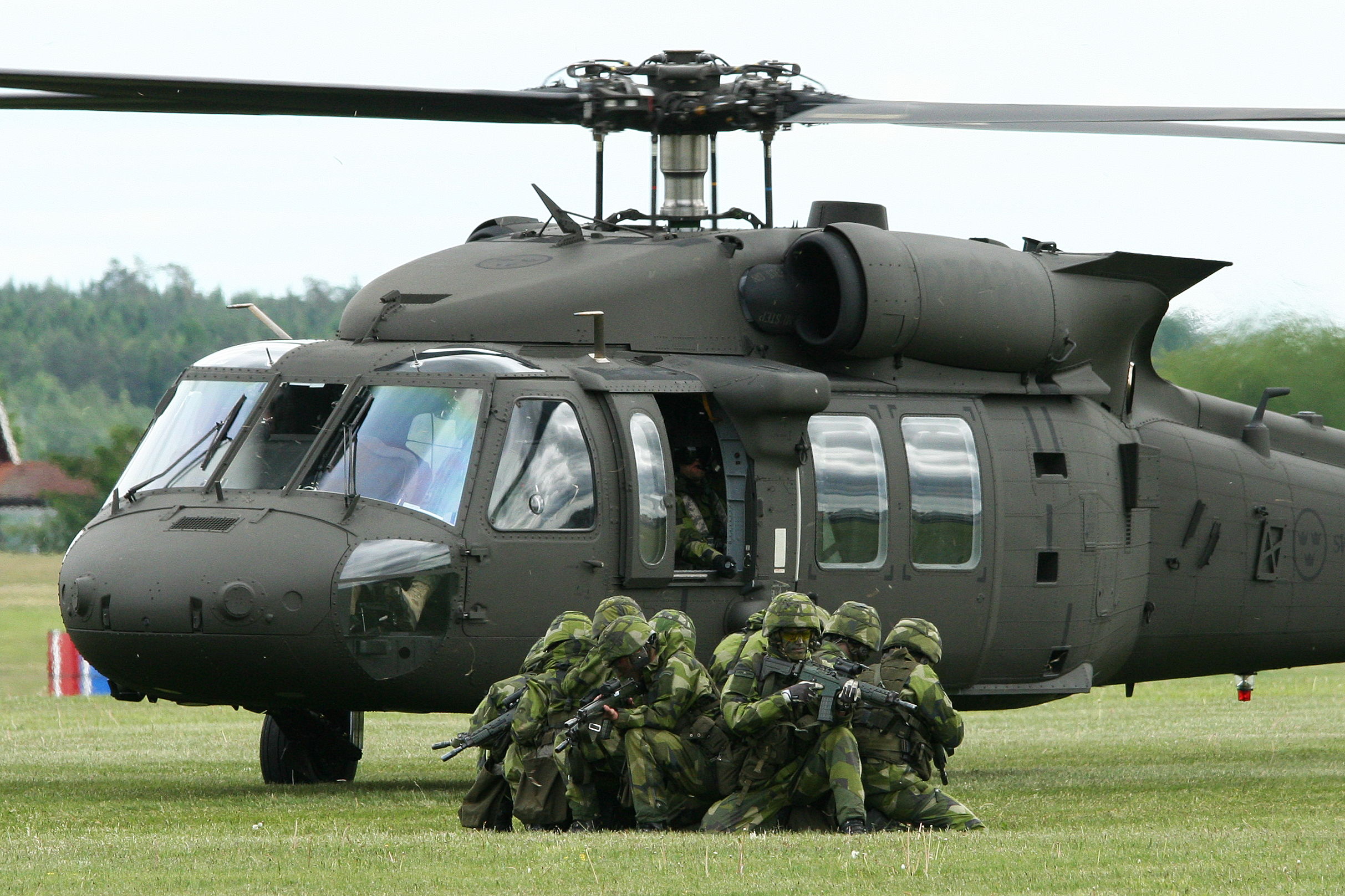
Helicóptero Sikorsky UH-60 Black Hawk